# 동대문구의 행정 구역
동대문구의 행정 구역은 10개의 법정동을 14개의 행정동으로 관리하며, 면적은 14.20 km2이다. 동대문구의 인구는 2012년 5월 1일을 기준으로 158,285 세대, 365,458명이다.

## 행정 구역
| \| 행정동 \| 한자 \| 면적 \| 세대 \| 인구 \| \| ----------- \| ----------- \| ----- \| ------- \| ------- \| \| 신설동 \| 新設洞 \| 0.85 \| \| \| \| 용신동 \| 龍頭洞 \| 0.76 \| \| \| \| 제기동 \| 祭基洞 \| 1.18 \| 13,128 \| 28,100 \| \| 전농제1동 \| 典農第1洞 \| 1.19 \| 12,839 \| 27,129 \| \| 전농제2동 \| 典農第2洞 \| 0.86 \| 7,779 \| 21,497 \| \| 답십리제1동 \| 踏十里第1洞 \| 0.86 \| 8,757 \| 20,414 \| \| 답십리제2동 \| 踏十里第2洞 \| 0.80 \| 12,254 \| 32,196 \| \| 장안제1동 \| 長安1洞 \| 1.25 \| 14,830 \| 37,249 \| \| 장안제2동 \| 長安2洞 \| 1.08 \| 12,907 \| 32,804 \| \| 청량리동 \| 淸凉里洞 \| 1.20 \| 10,937 \| 24,667 \| \| 회기동 \| 回基洞 \| 0.76 \| 5,812 \| 11,188 \| \| 휘경제1동 \| 徽慶第1洞 \| 0.63 \| 8,173 \| 16,977 \| \| 휘경제2동 \| 徽慶第2洞 \| 1.05 \| 10,576 \| 25,958 \| \| 이문제1동 \| 里門第1洞 \| 1.04 \| 15,575 \| 31,755 \| \| 이문제2동 \| 里門第2洞 \| 0.69 \| 8,790 \| 23,194 \| \| 동대문구 \| 東大門區 \| 14.20 \| 158,285 \| 365,458 \| |             |       |         |         |
| |             |       |         |         |
| 행정동 | 한자        | 면적  | 세대    | 인구    |
| 신설동 | 新設洞      | 0.85  |         |         |
| 용신동 | 龍頭洞      | 0.76  |         |         |
| 제기동 | 祭基洞      | 1.18  | 13,128  | 28,100  |
| 전농제1동 | 典農第1洞   | 1.19  | 12,839  | 27,129  |
| 전농제2동 | 典農第2洞   | 0.86  | 7,779   | 21,497  |
| 답십리제1동 | 踏十里第1洞 | 0.86  | 8,757   | 20,414  |
| 답십리제2동 | 踏十里第2洞 | 0.80  | 12,254  | 32,196  |
| 장안제1동 | 長安1洞     | 1.25  | 14,830  | 37,249  |
| 장안제2동 | 長安2洞     | 1.08  | 12,907  | 32,804  |
| 청량리동 | 淸凉里洞    | 1.20  | 10,937  | 24,667  |
| 회기동 | 回基洞      | 0.76  | 5,812   | 11,188  |
| 휘경제1동 | 徽慶第1洞   | 0.63  | 8,173   | 16,977  |
| 휘경제2동 | 徽慶第2洞   | 1.05  | 10,576  | 25,958  |
| 이문제1동 | 里門第1洞   | 1.04  | 15,575  | 31,755  |
| 이문제2동 | 里門第2洞   | 0.69  | 8,790   | 23,194  |
| 동대문구 | 東大門區    | 14.20 | 158,285 | 365,458 |

## 개요

동대문구의 법정동

| 행정동      | 법정동   | 한자     | 설명                                                                       |
| ----------- | -------- | -------- | -------------------------------------------------------------------------- |
| 신설동      | 신설동   | 新設洞   | 신설정은 1943년 6월 10일 처음 실시한 구제(區制)에서 동대문구에 소속.       |
| 신설동      | 용두동   | 龍頭洞   | 용두정은 1943년 6월 10일 동대문구에 소속.                                  |
| 용두동      | 〃       | 龍頭洞   | 용두정은 1943년 6월 10일 동대문구에 소속.                                  |
| 제기동      | 제기동   | 祭基洞   | 제기정은 1943년 6월 10일 동대문구에 소속.                                  |
| 전농제1동   | 전농동   | 典農洞   | 전농정은 1943년 6월 10일 동대문구에 소속                                   |
| 전농제2동   | 전농동   | 典農洞   | 전농정은 1943년 6월 10일 동대문구에 소속                                   |
| 답십리제1동 | 답십리동 | 踏十里洞 | 답십리정은 1943년 6월 10일 동대문구에 소속.                                |
| 답십리제2동 | 답십리동 | 踏十里洞 | 답십리정은 1943년 6월 10일 동대문구에 소속.                                |
| 장안제1동   | 장안동   | 長安洞   | 1975년 10월 1일 성동구 중곡동과 군자동 일부를 관할로 동대문구 장안동 신설. |
| 장안제2동   | 장안동   | 長安洞   | 1975년 10월 1일 성동구 중곡동과 군자동 일부를 관할로 동대문구 장안동 신설. |
| 청량리동    | 청량리동 | 淸凉里洞 | 청량리정은 1943년 6월 10일 동대문구에 소속                                 |
| 회기동      | 회기동   | 回基洞   | 회기정은 1943년 6월 10일 동대문구에 소속.                                  |
| 휘경제1동   | 휘경동   | 徽慶洞   | 휘경정은 1943년 6월 10일 동대문구에 소속                                   |
| 휘경제2동   | 휘경동   | 徽慶洞   | 휘경정은 1943년 6월 10일 동대문구에 소속                                   |
| 이문제1동   | 이문동   | 里門洞   | 이문정은 1943년 6월 10일 동대문구에 소속                                   |
| 이문제2동   | 이문동   | 里門洞   | 이문정은 1943년 6월 10일 동대문구에 소속                                   |

## 역사
- 조선 숙종 24년(1698년)에는 제기리에 호랑이가 마을에 들어온 일이 기록되었다.
- 조선 정조 12년(1788년)에는 동대문 바깥의 역일계(驛一契), 역이계(驛二契), 사계(私契), 마장리계(馬場里契), 답십리계(踏十里契), 전농리계(典農里契), 청량리계(淸凉里契), 제기리계(祭基里契), 중랑포계(中浪浦契), 장위리계(長位里契)를 인창방(仁昌坊)에 소속시켰다.
- 조선 후기에 작성된 《대동여지도》의 「경조오부도」에 현재의 동 명칭과 유사한 제기현, 전농리, 답십리, 청량사 등의 명칭이 수록되었다.
- 1943년 6월 10일 최초의 구제(區制) 실시로 돈암정(敦岩町), 창신정(昌信町), 숭인정(崇仁町), 신설정(新設町), 용두정(龍頭町), 안암정(安岩町), 제기정(祭基町), 청량리정(淸凉里町), 회기정(回基町), 이문정(里門町), 휘경정(徽慶町), 전농정(典農町), 종암정(鍾岩町), 답십리정(踏十里町), 성북정(城北町)을 관할로 하여 경기도 경성부 동대문구가 설치되었다.[2]
- 1946년 10월 9일 동대문구에 속한 행정구역의 일본식 명칭이 아래와 같이 개칭되었다.(→서울의 역사)

| 구 행정구역 | 신 행정구역 |
| --- | --- |
| 돈암정(敦岩町), 창신정(昌信町), 숭인정(崇仁町), 신설정(新設町), 용두정(龍頭町), 안암정, 제기정(祭基町), 청량리정(淸凉里町), 회기정(回基町), 이문정(里門町), 휘경정(徽慶町), 전농정(典農町), 종암정, 답십리정(踏十里町), 성북정 | 돈암동(敦岩洞), 창신동(昌信洞), 숭인동(崇仁洞), 신설동(新設洞), 용두동(龍頭洞), 안암동(安岩洞), 제기동(祭基洞), 청량리동(淸凉里洞), 회기동(回基洞), 이문동(里門洞), 휘경동(徽慶洞), 전농동(典農洞), 종암동(鍾岩洞), 답십리동(踏十里洞), 성북동(城北洞) |
- 1949년 8월 13일 아래 도표와 같이 일부 행정구역이 이 날 새로 설치된 성북구로 편입되었다.[3]

| 대통령령 제159호                                                                                               |                                                                                      |
| 구 행정구역 | 신 행정구역                                                                          |
| 동대문구 돈암동, 안암동1가, 안암동2가, 안암동3가, 안암동4가, 안암동5가, 종암동, 성북동                         | 성북구 돈암동, 안암동1가, 안암동2가, 안암동3가, 안암동4가, 안암동5가, 종암동, 성북동 |
| (변동없음) 동대문구 창신동, 숭인동, 신설동, 용두동, 제기동, 청량리동, 회기동, 이문동, 휘경동, 전농동, 답십리동 |                                                                                      |
- 1955년 신설동 중 일부를 관할로 하여 보문동이 분리되었다.
- 1963년 1월 1일 경기도 양주군 구리면 상봉리 등과 성동구 면목동이 동대문구에 편입되었다.[4]

| 법률 제1172호                                                                                                 |                                                 |
| 구 행정구역                                                                                                   | 신 행정구역                                     |
| 양주군 구리면 상봉리, 중하리, 묵동리, 신내리, 망우리                                                          | 동대문구 상봉리, 중하리, 묵동리, 신내리, 망우리 |
| 성동구 면목동                                                                                                 | 동대문구 면목동                                 |
| (변동없음) 창신동, 숭인동, 신설동, 보문동, 용두동, 제기동, 전농동, 답십리동, 청량리동, 회기동, 휘경동, 이문동 |                                                 |
- 1975년 10월 1일 동대문구 창신동 등이 종로구로 편입되었고(이 과정에서 흥인지문도 종로구로 들어갔다.), 보문동이 성북구로 편입되었다.[5]

| 대통령령 제7816호 |                       |
| 구 행정구역 | 신 행정구역           |
| 동대문구 창신동, 숭인동, 신설동 일부                                                                                           | 종로구 창신동, 숭인동 |
| 동대문구 보문동 1가~7가 | 성북구 보문동 1가~7가 |
| 성동구 중곡동과 군자동 일부 | 동대문구 장안동       |
| (변동없음) 신설동, 용두동, 제기동, 전농동, 답십리동, 청량리동, 회기동, 휘경동, 이문동, 면목동·상봉동·중화동·묵동·망우동·신내동 |                       |
- 1988년 1월 1일 면목동 등을 관할로 중랑구가 설치되었다.[6] (26행정동)

| 대통령령 제12367호                                                                                     |                                                |
| 구 행정구역                                                                                            | 신 행정구역                                    |
| 동대문구 면목동·상봉동·중화동·묵동·망우동·신내동                                                       | 중랑구 면목동·상봉동·중화동·묵동·망우동·신내동 |
| (변동없음) 동대문구 신설동, 용두동, 제기동, 전농동, 답십리동, 장안동, 청량리동, 회기동, 휘경동, 이문동 |                                                |
- 2008년 8월 11일 행정동 용두1동과 용두2동을 용두동으로, 청량리1동과 청량리2동을 청량리동으로, 전농4동을 전농2동으로, 답십리5동이 답십리3동으로 합동하였다.[7] (22행정동)
- 2009년 5월 4일 용두동과 신설동을 용신동으로, 제기1동과 제기2동을 제기동으로, 전농2동을 전농1동으로, 답십리3동을 답십리1동으로, 답십리4동을 답십리2동으로, 장안3동을 장안1동으로, 장안4동을 장안2동으로, 이문2동을 이문1동으로 합동하였고, 전농3동을 전농2동으로, 이문3동을 이문2동으로 개칭하였다.[8] (14행정동)
- 2025년 7월 1일 용신동이 신설동과 용두동으로 분리되었다.[9] (15행정동)